# Robert R. McCammon
Robert Rick McCammon (ur. 17 lipca 1952 w Birmingham) – amerykański pisarz, autor powieści grozy, thrillerów, dark fantasy, fantastyki naukowej oraz powieści historycznych. W latach 80. i 90. XX wieku uchodził – obok Stephena Kinga i Petera Strauba – za jednego z najważniejszych przedstawicieli literatury grozy, kilkukrotnie nagradzany prestiżową Nagrodą Brama Stokera oraz World Fantasy Award. Jego książki, charakteryzujące się nastrojowym klimatem, rozbudowaną fabułą i barwnymi portretami psychologicznymi bohaterów, wielokrotnie trafiały na listy bestsellerów „The New York Times”.

## Życiorys
Jego rodzicami byli Jack, muzyk oraz Barbara Bundy McCammon. Po ich rozwodzie Robert zamieszkał z dziadkami w Birmingham, w stanie Alabama, a po ukończeniu studiów dziennikarskich w 1974 na University of Alabama rozpoczął pracę jako copywriter i redaktor w lokalnej prasie. Równolegle zaczął pisać powieści grozy inspirowane twórczością klasyków gatunku – Stephena Kinga, H.P. Lovecrafta czy Richarda Mathesona. Debiutował w 1978 apokaliptycznym horrorem Baal, opowiadającym o dziecku narodzonym jako wcielenie Antychrysta. Kolejne powieści – Bethany’s Sin (1980) i They Thirst (1981), w której przedstawił opanowane przez wampiry Los Angeles – umocniły jego pozycję w świecie literatury grozy.
W 1984 wydał Dziedzictwo Usherów, powieść będącą współczesną kontynuacją opowiadania Zagłada domu Usherów Edgara Allana Poego. Już wówczas McCammon był postrzegany jako twórca ambitniejszy i bardziej nastrojowy niż typowi przedstawiciele literatury masowej.
Międzynarodowy rozgłos przyniosła mu monumentalna powieść postapokaliptyczna Łabędzi śpiew (1987), porównywana do Bastionu Stephena Kinga. Książka ukazuje świat zniszczony przez ograniczoną wojnę nuklearną, a jej główną bohaterką jest dziewczynka o paranormalnych zdolnościach, która wraz z grupą ocalałych walczy o przetrwanie w wyniszczonym świecie. Powieść zdobyła Nagrodę Brama Stokera (wspólnie z Misery Stephena Kinga) oraz trafiła na listę bestsellerów „The New York Times”.
W 1988 opublikował powieść science fiction Stinger, osadzoną w małym miasteczku w Teksasie, w którym pojawia się obca forma życia i ścigający ją kosmiczny łowca nagród. Kolejnym sukcesem była powieść Godzina Wilka (1989), w której głównym bohaterem jest wilkołak – agent aliancki działający w realiach II wojny światowej. Książka, łącząca horror z powieścią szpiegowską, zyskała status kultowej.
W latach 1990–1991 ukazały się Mine, psychologiczny thriller o porwaniu dziecka przez dawną terrorystkę (nagrodzony Nagrodą Brama Stokera), oraz zbiór opowiadań Blue World, w którym znalazły się m.in. Nightcrawlers i Makeup – oba zekranizowane (odpowiednio w serialach Strefa mroku i Darkroom).
W 1991 opublikował Magiczne lata, uznawaną za swoje najważniejsze dzieło. Powieść, osadzona w latach 60. w fikcyjnym miasteczku Zephyr w Alabamie, jest połączeniem powieści obyczajowej, kryminału i realizmu magicznego, ukazującym świat oczami 12-letniego chłopca. Książka zdobyła zarówno Nagrodę Brama Stokera, jak i World Fantasy Award.
Ostatnią powieścią tego okresu była Bagno (1993), thriller o byłym weteranie Wietnamu, który po przypadkowym zabójstwie staje się celem pościgu.

### Przerwa w twórczości i powrót
Po Bagnie McCammon ogłosił kilkuletnią przerwę w pisaniu, spowodowaną wypaleniem oraz rozczarowaniem presją ze strony wydawnictw. Powrócił do literatury dopiero pod koniec lat 90., kierując się w stronę powieści historycznej. Po wielu trudnościach wydawniczych w 2002 ukazała się Zew nocnego ptaka, której akcja toczy się w kolonialnej Karolinie w 1699 i opowiada o procesie kobiety oskarżonej o czary.
W kolejnych latach McCammon kontynuował cykl historyczno-kryminalny z Matthew Corbettem, na który składają się m.in. Królowa Bedlam (2007), Pan Slaughter (2010), The Providence Rider (2012) i Freedom of the Mask (2016).

## Twórczość
- Baal (1978)
- Bethany's Sin (1980) – druga opublikowana, lecz trzecia napisana powieść
- Widmo (polskie wyd. Świat książki, 1995), w oryginale The Night Boat (1980) – trzecia opublikowana, lecz druga napisana powieść
- Pragnienie (polskie wyd. Świat książki, 1995), w oryginale They Thirst (1981)
- Mystery Walk (1983) – pierwsza powieść wydana w twardej oprawie
- Dziedzictwo Usherów (polskie wyd. Vesper, 2023), Usher's Passing (1984) – w 1985 książka zdobyła Alabama Library Association Alabama Author Award
- Łabędzi śpiew (polskie wyd. Vesper, 2024), w oryginale Swan Song (1987) – zdobyła Nagroda Brama Stokera[7] oraz była nominowana  do World Fantasy Award za najlepszą powieść[8]; pierwsza, która pojawiła się na liście bestsellerów „The New York Timesa”.
- Stringer (polskie wyd. Świat Książki, 1997), w oryginale Stinger (1988) – zdobyła nominację do Nagrody Brama Strokera za najlepszą powieść; bestseller „The New York Timesa”
- Blue World (1990) – zbiór opowiadań; nominowany do Nagrody Brama Strokera oraz do World Fantasy Award za najlepszy zbiór opowiadań[8]
- Mine (1990) – zdobyła Nagrodę Brama Strokera za najlepszą powieść
- Chłopięce lata (polskie wyd. Em, 1996), Boy’s Life (1991) – zdobyła Nagrodę Brama Strokera oraz World Fantasy Award za najlepszą powieść
- Bagno (polskie wyd. Vesper, 2024)[9], w oryginale Gone South (1992) – oryginał następnie opublikowany jako omnibus z książką Boy’s Life.
- The Five (2011)
- The Border (May 2015)
- Słuchacz (polskie wyd. Vesper, 2023[10]), w oryginale The Listener (February 2018)

### CyklMichael Gallatin
- Godzina Wilka (polskie wyd. Świat książki, 1997), w oryginale The Wolf’s Hour (1989) – nominowana do Nagrody Brama Strokera; bestseller „The New York Timesa”
- The Hunter from the Woods [zbiór opowiadań] (2011)

### CyklMatthew Corbett
- Zew nocnego ptaka (polskie wyd. Vesper, 2022)[11], w oryginale Speaks the Nightbird (2002) – później opublikowane w dwóch osobnych tomach, w miękkich oprawach jako Judgement of the Witch i Evil Unveiled
- Królowa Bedlam (polskie wyd. Vesper, 2023), w oryginale The Queen of Bedlam (2007)
- Pan Slaughter (polskie wyd. Vesper, 2024), w oryginale Mister Slaughter (2010)
- The Providence Rider (2012)
- The River of Souls (2014)
- Freedom of the Mask (maj 2016)
- Cardinal Black (kwiecień 2019)
- The King of Shadows (grudzień 2022)
- Seven Shades of Evil [zbiór opowiadań] (październik 2023)
- Leviathan (zapowiedź)

### CyklTrevor Lawson
- I Travel by Night (2013) – opowiadanie
- I Travel by Night 2: Last Train from Perdition (jesień 2016)